# Saison 7 de Monk
Chronologie
Saison 6 Saison 8
Cette page présente les épisodes de la septième saison de la série télévisée Monk.

## Distribution

### Acteurs principaux
- Tony Shalhoub (VF : Michel Papineschi) : Adrian Monk
- Traylor Howard (VF : Valérie Nosrée) : Natalie Teeger
- Ted Levine (VF : Érik Colin) : capitaine : Leland Stottlemeyer
- Jason Gray-Stanford (VF : Alexis Victor) : lieutenant  Randy Disher

### Acteurs récurrents
- Héctor Elizondo (VF : François Jaubert) : Dr Neven Bell
- Emmy Clarke (VF : Kelly Marot) : Julie Teeger

## Épisodes

### Épisode 1:Monk déménage
- États-Unis : 18 juillet 2008
- Suisse : 15 février 2009 sur TSR1
- France : 3 mai 2009 sur TF1

- Marty Ryan (M. Sutton)
- Jack Carter (Joseph Moody)
- Katherine Kendall (Cassie Drake)
- McNally Sagal (Mlle Moody)
- Brad Garrett (Jake Phillips)
- Bob Gebert (employer de quincaillerie)
- Burl Moseley (policier)
- Cameron Meyer (mère)
- David Castellani (expert médical)
- Ivo Nandi (Ramone)
- Tom Kiesche (déménageur agacé)
- Dominique Grund (fille qui joue du piano)

### Épisode 2:Monk joue aux échecs
- États-Unis : 25 juillet 2008
- Suisse : 22 février 2009 sur TSR1
- France : 17 mai 2009 sur TF1

- David Strathairn (Patrick Kloster)
- Evan Peters (Eric Tavela)
- Elena Evangelo (Linda Kloster)
- Susan Shalhoub Larkin (Paulina)
- Federico Dordei (Michael le cuisinier)
- Lawrence O'Donnell (juge Lawrence Barr)
- Betty Murphy (vieille femme)
- Darren Capozzi (inspecteur)
- Donna Hardy (vieille femme)
- Elise Baughman (journaliste)
- Jimmy Pardo (président d'association)
- Paul Lieber (infirmier)

Une femme dont le mari est un champion d'échecs surdoué annonce à Monk que son mari va l'assassiner. Résignée, elle emploie le détective pour faire arrêter son époux après le meurtre. Elle est effectivement retrouvée morte peu de temps après (officiellement d'une crise cardiaque) et Adrien est bien décidé à « coincer » l'époux. La partie s'annonce très serrée, d'autant plus que le mari anticipe les actions de Monk. Ce dernier finit par découvrir que l'homme avait jadis été marié avec une femme, elle-aussi morte dans des circonstances analogues.
- Remarque : Lors de la partie d'échec entre Adrien et le champion, celui-ci roque et commente ce coup comme un échange de places entre le Roi et la Tour. Ce commentaire est bien évidemment destiné à la trame du feuilleton pour indiquer à Adrien (et aussi au téléspectateur) que le champion avait procédé ainsi pour cacher le vrai cadavre de sa première épouse car il est totalement faux. En effet, le roque a pour effet de déplacer le roi de deux cases (de E1 vers C1 ou G1 selon le sens du roque) et venir placer la tour située dans la direction du déplacement sur la case ainsi sautée (en D1 ou F1). Il n'y a donc aucun échange de place puisque le roi était en E1 et se retrouve en C1 (ou G1) et la tour qui était en A1 (ou H1) se retrouve en D1 ou F1.

### Épisode 3:Monk et les bons numéros
- États-Unis : 1er août 2008
- Suisse : 1er mars 2009 sur TSR1
- France : 31 mai 2009 sur TF1

- Greg Pitts (Billy Logan)
- Gregory Jbara (Stan Lawrence)
- Malcolm Barrett (Malcolm O'Dwyer)
- Dinah Lenney (Lotto Commissioner)
- Brian Keith Russell (Eugene Maddox)
- Kate Orsini (Marissa Kessler)
- George Meyers (Johnny)

### Épisode 4:Monk sur le ring
- États-Unis : 8 août 2008
- Suisse : 8 mars 2009 sur TSR1
- France : 14 juin 2009 sur TF1

- Robert Loggia (Louie Flynn)
- James Lesure (Ray Regis)
- Jon Sklaroff (The Iceman)
- John Capodice (Frankie Marino)
- Patrick O'Connor (Daniel MacGraw)
- Tim Monsion (ingénieur du son)
- Amaryllis Borrego (Mme MacGraw)
- Jeris Poindexter (Eddie)
- Elena Evangelo (Mme Kloster)
- Marco Infante (agent de Duke)
- George Meyers (Johnny)

### Épisode 5:Monk boit la tasse
- États-Unis : 15 août 2008
- Suisse : 15 mars 2009 sur TSR1
- France : 28 juin 2009 sur TF1

- Casper Van Dien (Lt. Steven Albright)
- La Monde Byrd (Officier Wedoes)
- Rob Evors (Officier Kramer)
- William Atherton (Commandant Whitaker)
- Scott MacDonald (Chief of Boa)
- David A. Jansen (Lt. Pierce)
- Chris Krauser (Cook)
- Jonathan Lane (homme de la marine)

### Épisode 6:Monk tombe amoureux
- États-Unis : 22 août 2008
- Suisse : 22 mars 2009 sur TSR1
- France : 5 juillet 2009 sur TF1

- Joanna Pacula (Leyla Zlatavich)
- Jaime Gomez (Sanchez)
- John D'Aquino (McKiernan)
- Kristina Anapau (Amanda)
- Rita Zohar (Mme Zlatavich)
- Shaun O'Hagan (Bully Barber)
- Gary Sievers (sans abri)

### Épisode 7:La100eenquêtede Monk
- États-Unis : 5 septembre 2008
- Suisse : 29 mars 2009 sur TSR1
- France : 19 juillet 2009 sur TF1

- Brooke Adams (Leigh Harrison)
- John Turturro (Ambrose Monk)
- Ricardo Chavira (Jimmy Belmont)
- Kathryn Joosten (Neysa Gordon)
- Eric McCormack (James Novak)
- Sarah Silverman (Marci Maven)
- Charles Carroll (Douglas Thurman)
- Rochelle Greenwood (Jillian)
- Ernie Grunwald (Vampire Manager)
- Angela Kinsey (Arlene Boras)
- David Koechner (Joey Krenshaw)
- Howie Mandel (Ralph Roberts)
- Andy Richter (Hal Tucker)
- Sarah Andrews (Melissa Novak)
- Aimee Bell (Kate Kindel)
- Jannel-Marie Diaz (Cassandre Rank)
- Marianne Davis (Barbara McFarland)
- Danielle Guerrero (Miranda Terhune)
- Sharon Lawrence (Linda Fusco)
- Jarrad Paul (Kevin Dorfman)

### Épisode 8:Monk retombe en enfance
- États-Unis : 12 septembre 2008
- Suisse : 5 avril 2009 sur TSR1
- France : 2 août 2009 sur TF1

- Henry Czerny (Aaron Larkin)
- Dina Meyer (Sally Larkin)
- Ruth Williamson (Doris)
- Courtney Ford (Emily Carter)
- Susan Merson (Mme Sheckman)
- Richard Schiff (Dr Lawrence Climan)
- Anne Marie Howard (journaliste télé)
- Harvey J. Alperin (M. Sheckman)
- Joan Wong (gouvernante)
- Karon Kearney (mère en colère)

### Épisode 9:Monk et la fontaine miraculeuse
- États-Unis : 28 novembre 2008
- Suisse : 12 avril 2009 sur TSR1
- France : 9 août 2009 sur TF1

- Tracey Walter (The Professor)
- Geoffrey Blake (Ike)
- Jeremiah Birkett (Reggie)
- Maggie Kiley (Katie Doyle)
- Michael Mantell (Frère Andrew)
- Tony Larkin (Shushing Monk)
- Michael Badalucco (Owen McCloskey)
- Douglas Sarine (croyant d'une cinquantaine d'années)
- Fay DeWitt (Mme Parisi)
- Liz Montgomery (femme malade)
- Louie Alegria (policier)
- Melissa Strom (jeune Clerk)
- Mitchell Edmonds (M. Parisi)
- Ric Sarabia (Willie)

### Épisode 10:Le demi-Monk
- Autre titre : Monk a des frères

- États-Unis : 9 janvier 2009
- Suisse : 19 avril 2009 sur TSR1
- France : 6 septembre 2009 sur TF1

- Steve Zahn (Jack Monk, Jr.)
- Titus Welliver (Daniel Reemse)
- Jude Ciccolella (Tom Bennet)
- Eileen Grubba (Mère de Jack Jr.)
- Jimmy Palombi (surintendant)
- Sandra Luesse (serveuse)
- Sandra Mitchell (journaliste)
- Mohammad Kavianpour (prisonnier)

### Épisode 11:Monk sur les chapeaux de roues
- Autre titre : Monk sur les roues

- États-Unis : 16 janvier 2009
- Suisse : 3 mai 2009 sur TSR1
- Belgique : 1er août 2009  sur La une
- France : 4 octobre 2009 sur TF1

- Bradley Whitford (Dean Berry)
- Pamela Adlon (Sarah Longson)
- Mike Hagerty (Ronnie O'Dell)
- Sung Kang (Vince Kuramoto)
- Alain Uy (John Kuramoto)
- J. Scott Shonka (inspecteur)
- Jacqueline Wright (Dr Levinson)
- Arne Starr (Homme sur vélo)

### Épisode 12:Monk et sa nouvelle amie
- Autre titre : Monk et la dame d'à côté

- États-Unis : 23 janvier 2009
- Suisse : 10 mai 2009 sur TSR1
- Belgique : 8 août 2009  sur La une
- France : 20 septembre 2009 sur TF1

- Gena Rowlands (Marge Johnson)
- Marcus Giamatti (John Keyes)
- Audrey Wasilewski (Gloria Kasinsky)
- Joe Hursley (Winston Kasinsky)
- Marc Vann (Miles Franklin)
- James Curreri (David Elliot)
- Jeff O'Haco (Garde)
- Weston Blakesley (Sergent Mueller)

Un gardien du Musée des records est assassiné, puis un braquage tourne mal dans une bijouterie. Monk mène l'enquête alors qu'il se lie d'amitié avec une honorable grand-mère, Marge, en butte aux troubles du voisinage causés par son voisin musicien qui fait trop de bruit. Au fil de l'enquête, Monk doute de la sincérité de Marge, qu'il accuse de vouloir protéger son voisin, délinquant, qui serait son fils… La fin de l'épisode montre que Monk s'est trompé au sujet de Marge, et celle-ci a décidé de quitter San Francisco.

### Épisode 13:Monk va au stade
- États-Unis : 30 janvier 2009
- Suisse : 17 mai 2009 sur TSR1
- Belgique : 15 août 2009 sur La une
- France : 16 août 2009 sur TF1

- Bob Costas (lui-même)
- Ethan Erickson (David Gitelson)
- Steve Monroe (Chet Walsh)
- Darin Cooper (Shawn Metzger)
- Richard Steinmetz (coach Binsack)
- Brad Schecter (Beer Bong Fan)
- Brian Hatton (inspecteur Roberts)
- Chet Grissom (inspecteur Burns)
- Rob Brownstein (Cory)
- William Christian (Brett)
- Reed Willard (policier)

### Épisode 14:Monk et son ennemi d'enfance
- Autre titre : Monk et la petite brute

- États-Unis : 6 février 2009
- Suisse : 24 mai 2009 sur TSR1
- France : 11 octobre 2009 sur TF1

- Noah Emmerich (Roderick Brody)
- Julie Bowen (Marilyn Brody / Patricia Gesner)
- Ronald Hunter (Barfly)
- Aaron Wayne Hill (Monk jeune)
- Jason Singer (barman)
- Max McLaughlin (Second Bully)
- Ryan Scott (Roderick jeune)
- William Woff (banquier)

### Épisode 15:Abracadamonk
- États-Unis : 13 février 2009
- Suisse : 31 mai 2009 sur TSR1
- France : 18 octobre 2009 sur TF1

- Steve Valentine (Karl "le Grand" Torini)
- Peyton List (Tanya Adams)
- Caroline Aaron (Tante Shiela)
- Richard Tanner (Oncle Lou)
- Chase Kim (Baron de la drogue thaïlandais)
- Jon Jon Briones (Premier mercenaire)
- Melissa Cook (Femme bénévole)
- Andrew Goldenhersh (Régisseur)
- Sam Ayers (Portier)

### Épisode 16:Monk fait de la résistance
- États-Unis : 20 février 2009
- Suisse : 7 juin 2009 sur TSR1
- France : 25 octobre 2009 sur TF1

- Kali Rocha (Maria Schecter)
- Tim Conlon (Paul Crawford)
- Jon Polito (George Gionopolis)
- Tamlyn Tomita (Eileen Hill)
- E.J. Callahan (Al)
- Aaron Wayne Hill (Monk jeune)
- Steve Monroe (Chet Walsh)